# Antonio Gamero Aguirre
Antonio Gamero Aguirre (Madrid, 2 de març de 1934 - ibídem, 26 de juliol de 2010) va ser un actor espanyol.
Va començar estudis de dret que més tard abandonaria i va treballar en la Companyia Telefónica. Encara que la seva intenció inicial va ser la de convertir-se en director de cinema, i per a això es va matricular en la Escola Oficial de Cinematografia, acabaria encaminant la seva carrera cap a la interpretació, en la qual ha destacat com un notable actor de repartiment en una filmografia que abasta més de cent vint títols. És pare de la productora Mercedes Gamero.
Va debutar al cinema en la pel·lícula Historia de la vida de Blancanieves (Bernardo Fernández, 1969),quan ja comptava 35 anys i buscava un altre ofici per sobreviure.
En la seva trajectòria va combinar la seva participació en cinema amb rerefons social i compromís polític amb comèdies sense majors pretensions que les de divertir al públic.
Va treballar a les ordres entre altres de Manuel Gutiérrez Aragón, Eloy de la Iglesia, José María Forqué, José Luis Garci o José Luis Cuerda. Però va ser amb José Luis García Sánchez amb qui va aconseguir les seves millors representacions, des de El Love feroz o Cuando los hijos juegan al amor (1975) a Don Mendo Rock ¿La venganza? (2010), última pel·lícula de l'actor.
Entre les seves incursions en televisió, s'inclouen les sèries Plinio (1972), La huella del crimen (1984), Cosas de dos (1984), Médico de familia (1995), La banda de Pérez (1997), Hermanas (1998) i Manolito Gafotas (2004), on va donar vida a l'avi del protagonista dels llibres d'Elvira Lindo, paper que ja va interpretar en la versió cinematogràfica de 1999.
Persona de reconegut compromís polític, va ingressar en el Partit Comunista d'Espanya en 1957, quan el partit estava encara molt lluny de sortir de la clandestinitat i va ser condemnat a dos anys de presó pel seu activisme polític, que va passar a la Presó de Carabanchel, no sense abans rebre una brutal pallissa, en la que li van trencar timpans i va haver d'usar audiòfon la resta de la seva vida.
Va morir a l'Hospital Gregorio Marañón de Madrid, el 26 de juliol de 2010 als 76 anys, víctima d'una llarga malaltia respiratòria. Va ser incinerat al Cementiri de l'Almudena de Madrid l'endemà.

## Filmografia
- Habla, mudita (1973)
- El Love feroz o Cuando los hijos juegan al amor (1975)
- Furtivos (1975)
- Colorín colorado (1976)
- Los placeres ocultos (1977)
- Asignatura pendiente (1977)
- Un hombre llamado Flor de Otoño (1978)
- El curso en que amamos a Kim Novak (1978)
- Los Liantes (1981)
- Las locuras de Parchís (1982)
- ¡Que vienen los socialistas! (1982)
- Cristóbal Colón, de oficio... descubridor (1982)
- En busca del huevo perdido (1982)
- Truhanes (1983)
- La Lola nos lleva al huerto (1984)
- La vaquilla (1985)
- La corte de Faraón (1985)
- El hermano bastardo de Dios (1986)
- El viaje a ninguna parte (1986)
- El bosque animado (1987)
- La estanquera de Vallecas (1987)
- Sufre mamón (1987)
- Divinas palabras (1987)
- Jarrapellejos (1988)
- Soldadito español (1988)
- Amanece, que no es poco (1989)
- El río que nos lleva (1989)
- Don Juan, mi querido fantasma (1990)
- Yo soy ésa (1990)
- La marrana (1992)
- Aquí, el que no corre...vuela (1992)
- Por fin solos (1994)
- Suspiros de España y Portugal (1995)
- La ley de la frontera (1995)
- Hasta la victoria siempre de Juan Carlos Desanzo (1997)
- Manolito Gafotas (1999)
- La marcha verde (2002)
- El oro de Moscú (2003)
- Nacidas para sufrir (2009)
- Don Mendo Rock ¿La venganza? (2010)

## Televisió
- Plinio (1972)
- La huella del crimen (1984)
- Cosas de dos (1984)
- Médico de familia (1995)
- La banda de Pérez (1997)
- Hermanas (1998)
- Manolito Gafotas (2004)

## Premis
Medalles del Cercle d'Escriptors Cinematogràfics
| Any  | Categoria              | Pel·lícula                                      | Resultat  |
| ---- | ---------------------- | ----------------------------------------------- | --------- |
| 1973 | Millor actor secundari | El Love feroz o Cuando los hijos juegan al amor | Guanyador |